# Andrzej Gawdzik
Andrzej Leszek Gawdzik (ur. 25 grudnia 1941, zm. 24 lutego 2023) – polski chemik, specjalizujący się w inżynierii chemicznej, projektowaniu i modelowaniu procesów, reaktorach chemicznych, nauczyciel akademicki związany z opolskimi uczelniami.

## Życiorys
Urodził się w 1941 roku w okolicach Puław, w rodzinie inteligenckiej. Jego ojciec był biznesmenem, a matka nauczycielem matematyki. Dzieciństwo i młodość spędził w Kielcach, gdzie uczęszczał do Liceum Ogólnokształcącego im. Stefana Żeromskiego. Ukończył je w wieku 16 lat, zdając egzamin maturalny. W 1957 roku podjął studia na Wydziale Chemicznym Politechniki Śląskiej w Gliwicach, które ukończył w 1963 roku, uzyskując tytuły magistra inżyniera. 
Następnie podjął pracę w Instytucie Ciężkiej Syntezy Organicznej „Blachownia” w Kędzierzynie-Koźlu. W tym czasie poznał z bliska funkcjonowanie przemysłu chemicznego. Po pięciu latach przeniósł się do Zakładu Inżynierii Chemicznej i Konstrukcji Aparatury PAN (obecnie Instytut Inżynierii Chemicznej PAN) w Gliwicach, który miał wówczas opinię najlepszego ośrodka naukowego w Polsce w dziedzinie inżynierii chemicznej oraz procesowej. Tam też kolejno zatrudniony był na stanowiskach: asystenta, adiunkta (od 1974) i docenta (od 1980). W międzyczasie otrzymał kolejne tytuły naukowe na Politechnice Śląskiej: doktora nauk technicznych w 1974 roku i doktora habilitowanego nauk technicznych w 1979 roku.
W 1983 roku został przeniesiony służbowo na Politechnikę Krakowską, gdzie został zatrudniony w Instytucie Inżynierii Chemicznej i Chemii Fizycznej, a w latach 1984-1986 był na tej uczelni prodziekanem ds. dydaktycznych Wydziału Chemicznego. W tym czasie znacząco zwiększył swój dorobek naukowy oraz zaczął odnosić sukcesy jako dydaktyk. Prace magisterskie wykonane pod jego opieką otrzymywały prestiżowe nagrody ogólnopolskie. Ponadto wykonywał prace zlecone dla Mazowieckich Zakładów Chemicznych i Rafineryjnych w Płocku, pracując także nad udoskonaleniem procesu produkcji margaryny.
W 1989 roku podjął pracę naukowo-dydaktyczną w Wyższej Szkole Pedagogicznej w Opolu. Początkowo objął stanowisko dyrektora Instytutu Techniki, a rok później dziekana Wydziału Matematyki, Fizyki i Chemii WSP. W tym czasie udało mu się doprowadzić do dwukrotnego wzrostu liczby samodzielnych pracowników naukowych, decydujących o randze i uprawnieniach wydziału. Stwarzając dogodne warunki materialne dla nich, sprowadził nowych pracowników z Ukrainy, głównie z Odessy, którzy posiadali ogromny dorobek naukowy, jednak ze względu na ogromny kryzys, w jakim znajdowało się ich państwo, utracili pracę. W 1991 roku otrzymał tytuł profesora nadzwyczajnego, a w 1991 roku profesora zwyczajnego.
Po ustąpieniu z funkcji dziekańskiej w 1996 roku został kierownikiem Katedry Inżynierii Procesowej UO, którą kierował do 2005 roku. Należał do jednych z głównych twórców Wydziału Przyrodniczo-Technicznego UO, który powołano do życia w 1996 roku po podziale Wydziału Matematyki, Fizyki i Chemii. W latach 1999–2005 był jednocześnie dyrektorem Instytutu Ciężkiej Syntezy Organicznej „Blachownia” w Kędzierzynie-Koźlu. W latach 2005–2012 był dziekanem Wydziału Techniczno-Przyrodniczego UO. Ponadto przez pewien czas wykładał na Wydziale Mechanicznym Politechniki Opolskiej.
Był członkiem Ukraińskiej Akademii Nauk, Międzynarodowej Akademii Odkryć Naukowych i Wynalazków w Moskwie, Podsekcji Przepływów Wielofazowych i Płynów Nienewtonowskich, Sekcji Mechaniki Płynów, Komitetu Mechaniki Polskiej Akademii Nauk. Za swoją działalność naukową był wielokrotnie odznaczany i wyróżniany, m.in. Orderem Zasługi Królestwa Belgii, Krzyżem Zasługi Królestwa Hiszpanii oraz Krzyżem Kawalerskim Orderu Odrodzenia Polski.
Od 1997 roku mieszkał w Suchym Borze. Był żonaty. Miał dwóch synów i dwie córki. Zmarł 24 lutego 2023 r. w Opolu.

## Dorobek naukowy
Jego dorobek naukowy do roku 2012 obejmował 102 artykuły naukowe, w tym 71 z tzw. listy filadelfijskiej, 105 opublikowanych referatów i komunikatów przedstawionych na naukowych konferencjach w kraju i za granicą, 6 podręczników akademickich, w tym 1 książka wydana przez PWN, 55 sprawozdań i raportów z prac badawczych wykonanych dla przemysłu, 10 wdrożeń przemysłowych, 10 zgłoszeń patentowych. Wypromował 16 doktorów oraz ponad 200 magistrów. Do jego publikacji należą:
- Metody badania stabilności stanów stacjonarnych realizowanych w autotermicznych reaktorach rurowych, wyd. PŚ, Gliwice 1978.
- Podstawy projektowania reaktorów chemicznych. Skrypt dla studentów wyższych szkół technicznych, wyd. PK, Kraków 1987.
- Zasady sterowania procesami technologii i inżynierii chemicznej, wyd. PK, Kraków 1991.
- Inżynieria procesowa w ochronie środowiska, wyd. Św. Krzyża, Opole 2008.